# Sança de Portugal i de Barcelona
Sança de Portugal o Sancha Sanches (ca. 1181 - Monestir de Celas, Coïmbra, 13 de març de 1229), infanta de Portugal, filla de Sanç I de Portugal, senyora d'Alenquer i abadessa de Lorvão. Beatificada per l'Església catòlica, és coneguda com a Rainha Santa Sancha. Va ser anomenada Sança la Silenciosa.

## Orígens familiars
Filla segona de Sanç I de Portugal i la seva esposa Dolça de Barcelona. Per línia materna era neta del comte de Barcelona Ramon Berenguer IV i de la reina d'Aragó Peronella d'Aragó.

## Biografia
A la mort del seu pare, el 1211, Sança havia d'heretar el castell i la vila d'Alenquer, prop de Lisboa, amb les seves rendes i el dret a fer servir el títol de reines. El nou rei, el seu germà Alfons II de Portugal, va obstaculitzar l'execució del testament que també destinava altres terres a les seves germanes Teresa i Mafalda, ja que no volia que els territoris del regne es dividissin.
Alguns nobles, liderats pel seu germà Pere, van donar suport a les germanes i va esclatar un conflicte, del qual en sortí vencedor el rei. El successor Sanç II de Portugal va acceptar que les seves ties rebessin les rendes, però mantenint el rei el control dels castells i ciutats. A més, les germanes renunciaven a fer servir el títol de reines. El 1223, així, s'arribà a la pau al regne.

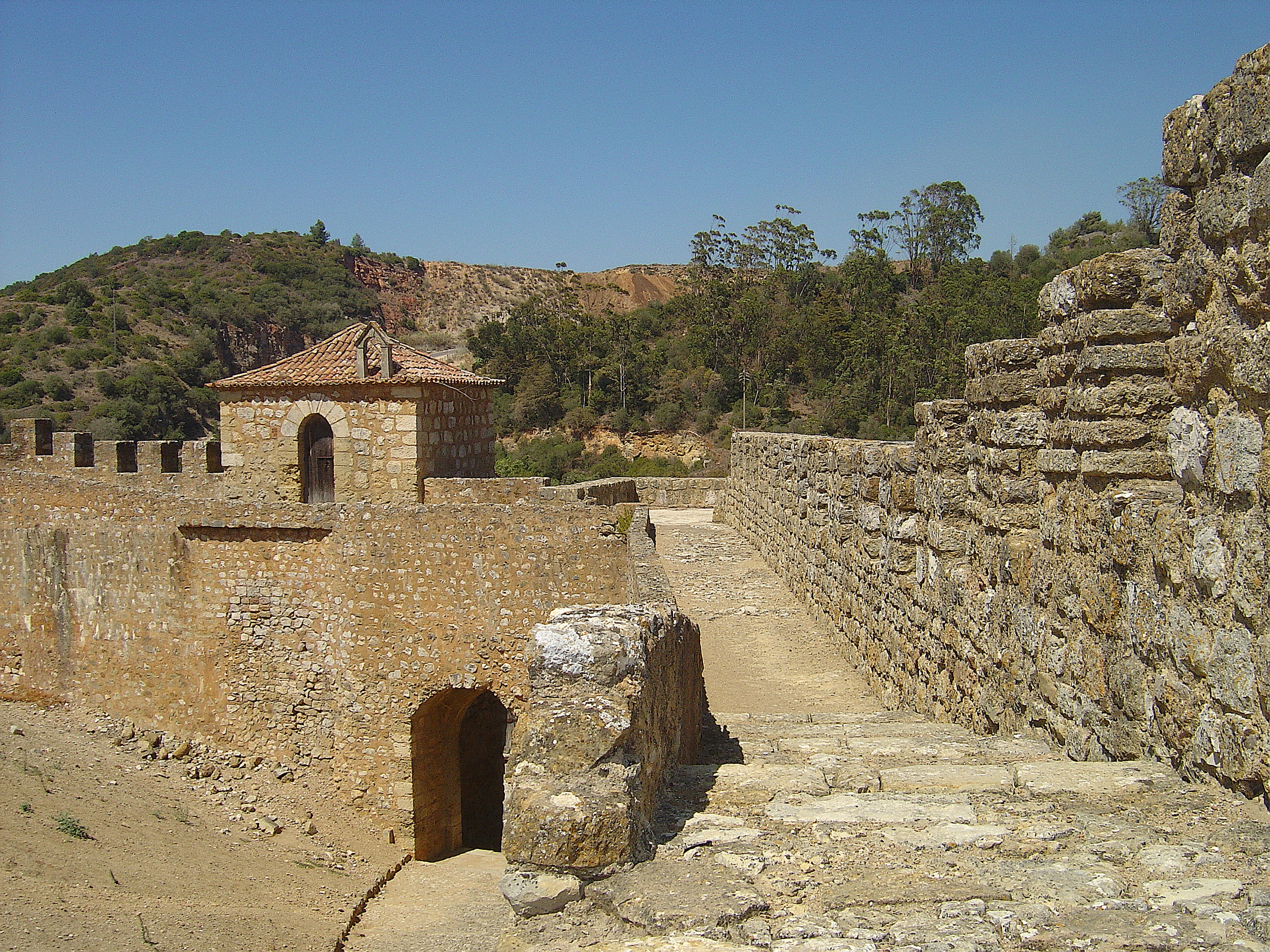
Castell d'Alenquer
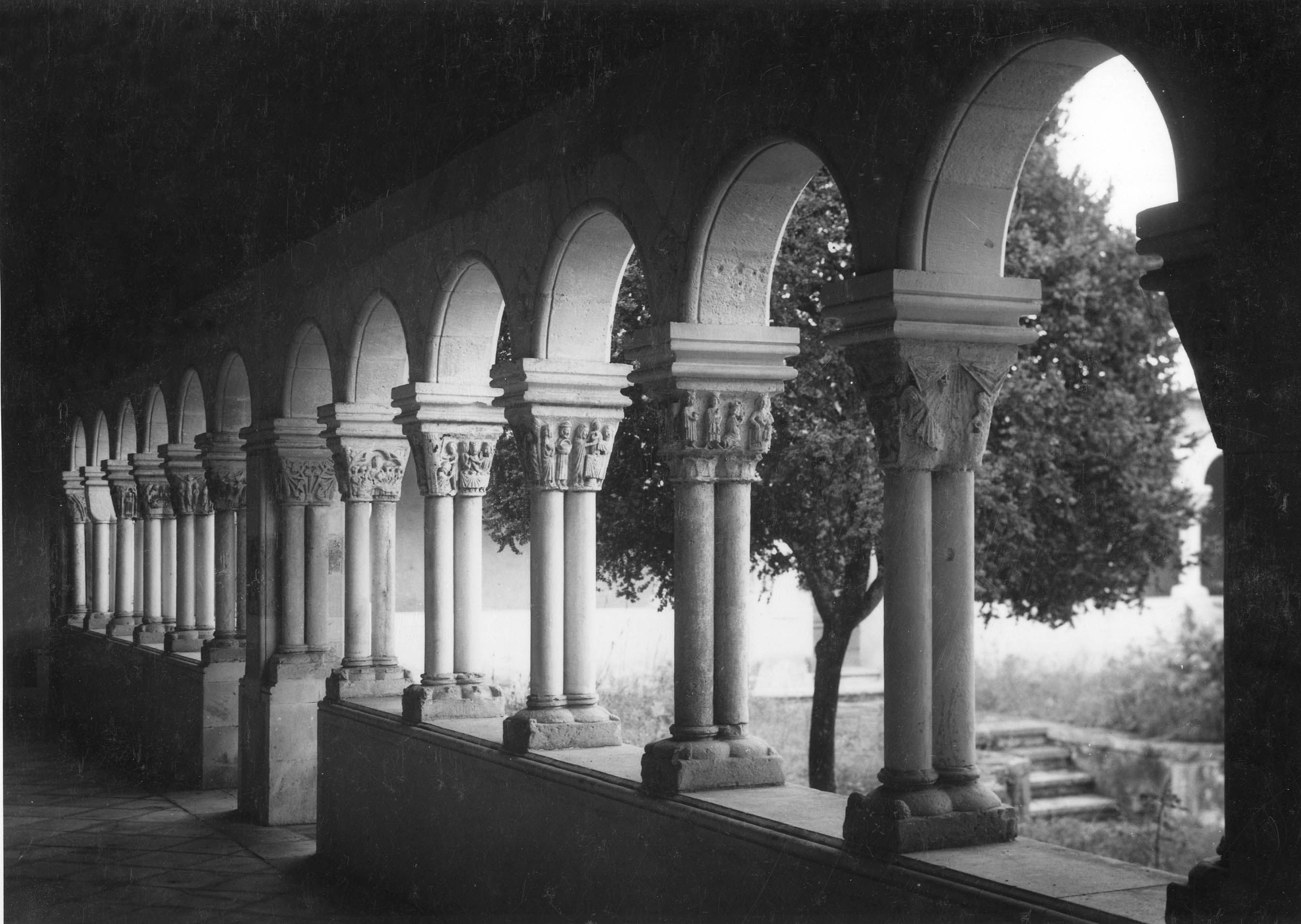
Claustre del monestir de Celas, a Coïmbra (foto de Mário Novais, 1954)
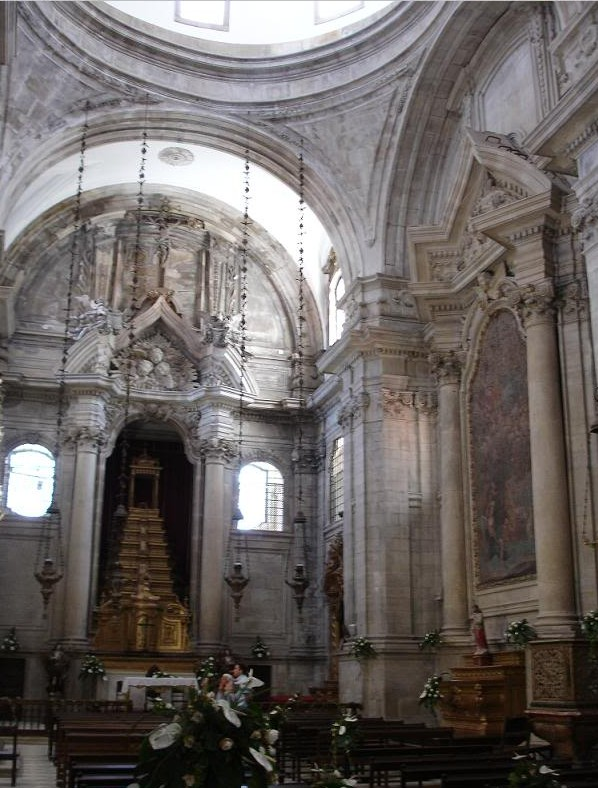
Església del monestir de Lorvão; el sepulcre de la infanta és a la dreta de l'altar
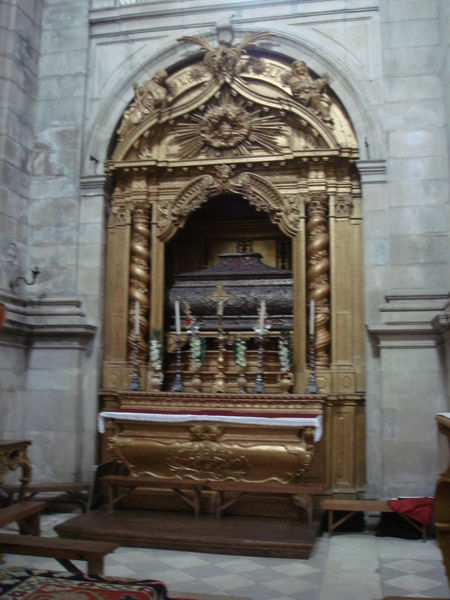
Túmul de la beata Sancha al monestir de Lorvão, de 1715

## Vida religiosa i culte
Molt devota, com les seves germanes, Sança va protegir un grup d'emparedades o encel·lades d'Alenquer. Va fer vot de castedat i es va fer monja cistercenca, ingressant a Lorvão. En 1216, amb algunes de les emparedades d'Alenquer, va fundar el monestir de Santa Maria de Cellas, a la seva finca de Vimarães, a Santo António dos Olivais, prop de Coimbra, on va viure la major part de la seva vida. També va ser abadessa al monestir de Lorvão.
Morí a Cellas el 13 de març del 1229. El seu cos va ser traslladat al monestir de Lorvão (Penacova), on vivia la seva germana Teresa. El túmul on és sebollida, bessó del de Teresa, al davant seu, té una urna d'argent obrada en 1715 per Manuel Carneiro da Silva. Al claustre es conserven els antics sepulcres de pedra on havien estat totes dues.
El 13 de desembre de 1705 Sança de Portugal fou beatificada pel Papa Climent XI mitjançant la butlla papal Sollicitudo Pastoralis Offici, al costat de la seva germana Teresa de Portugal. La seva festivitat religiosa se celebra el dia 11 d'abril.